# サン・ホセ・ピヌーラ

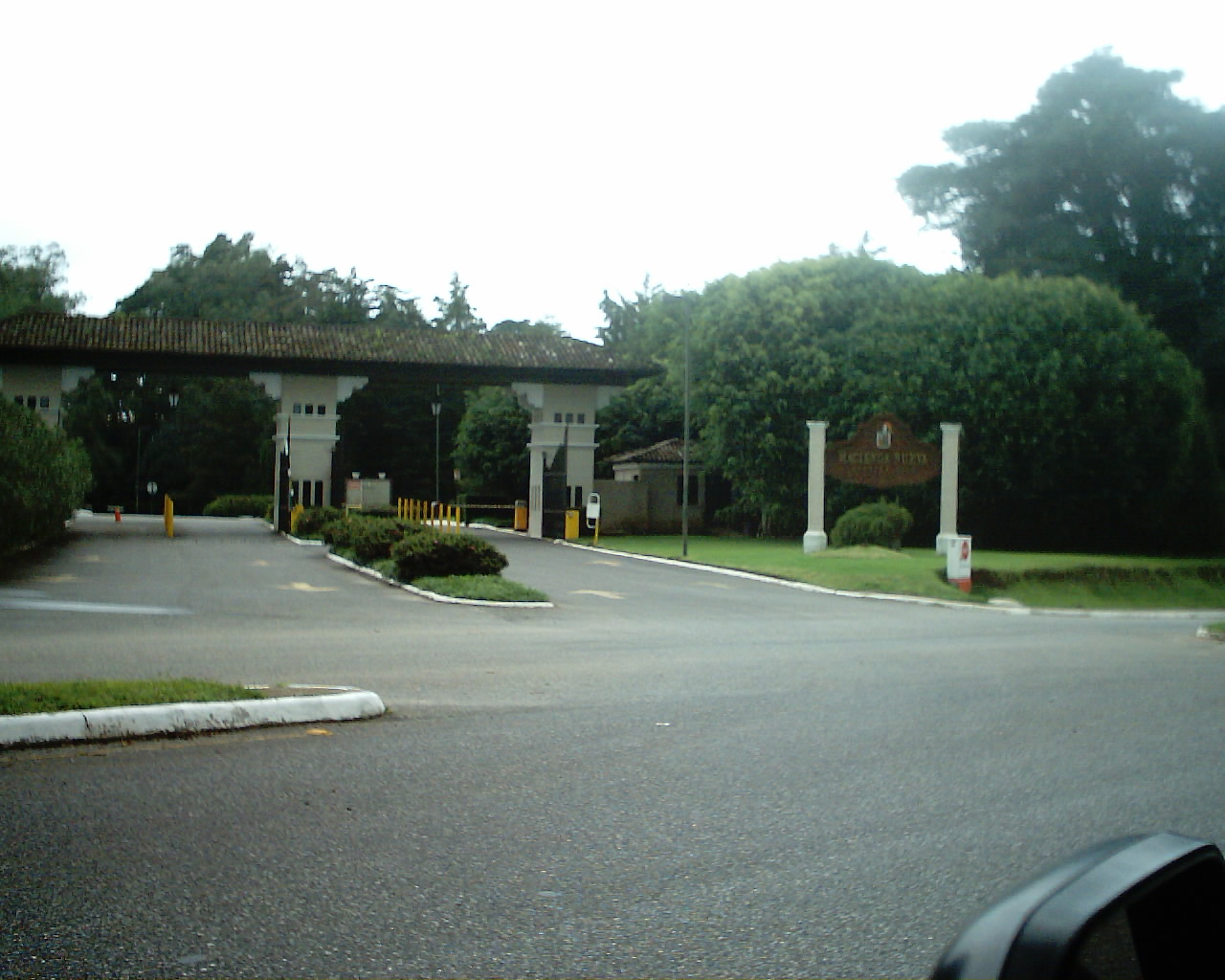
アシエンダ・ヌエバ・カントリークラブの入り口

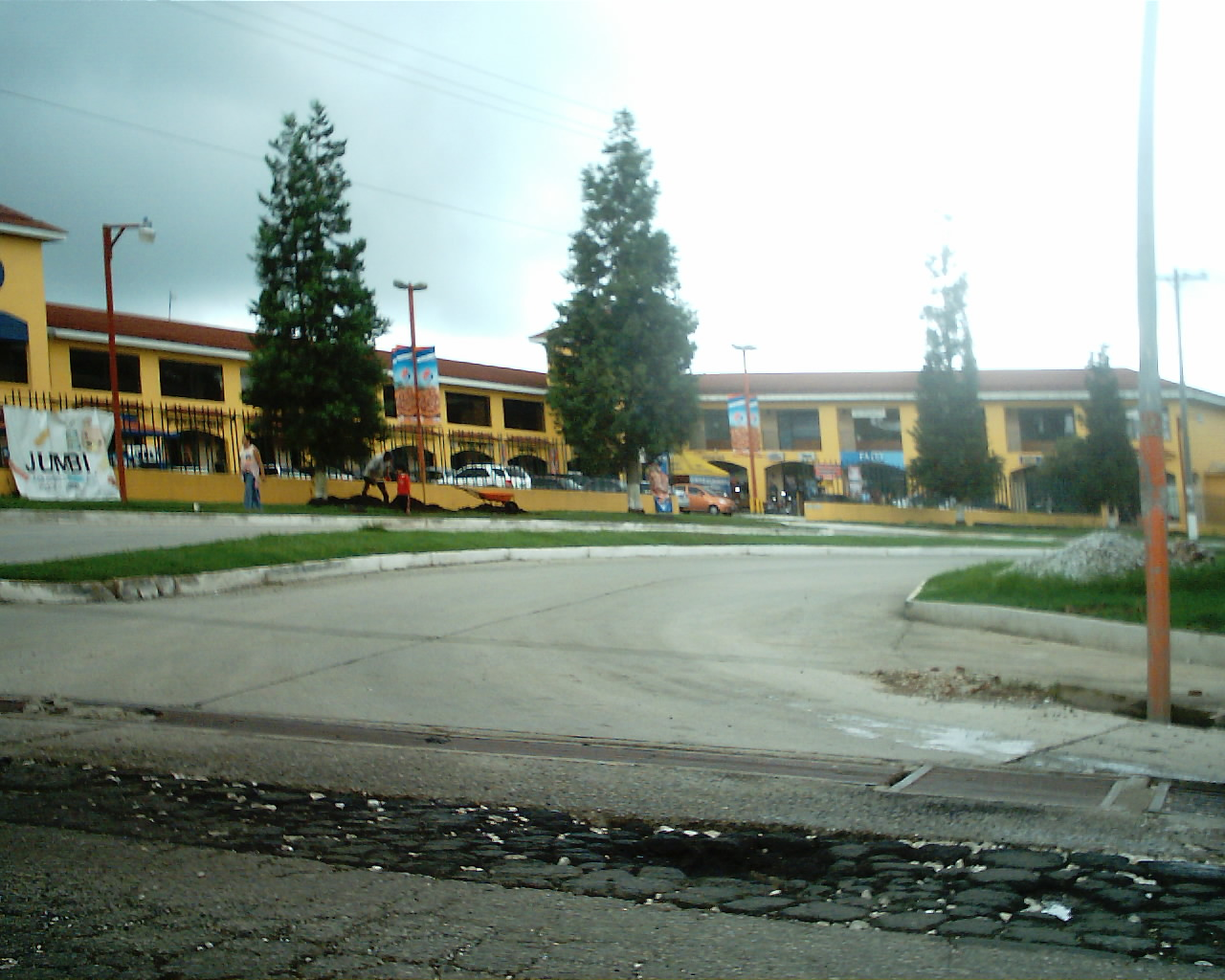
ロス・ピナベテスシィッピングモール

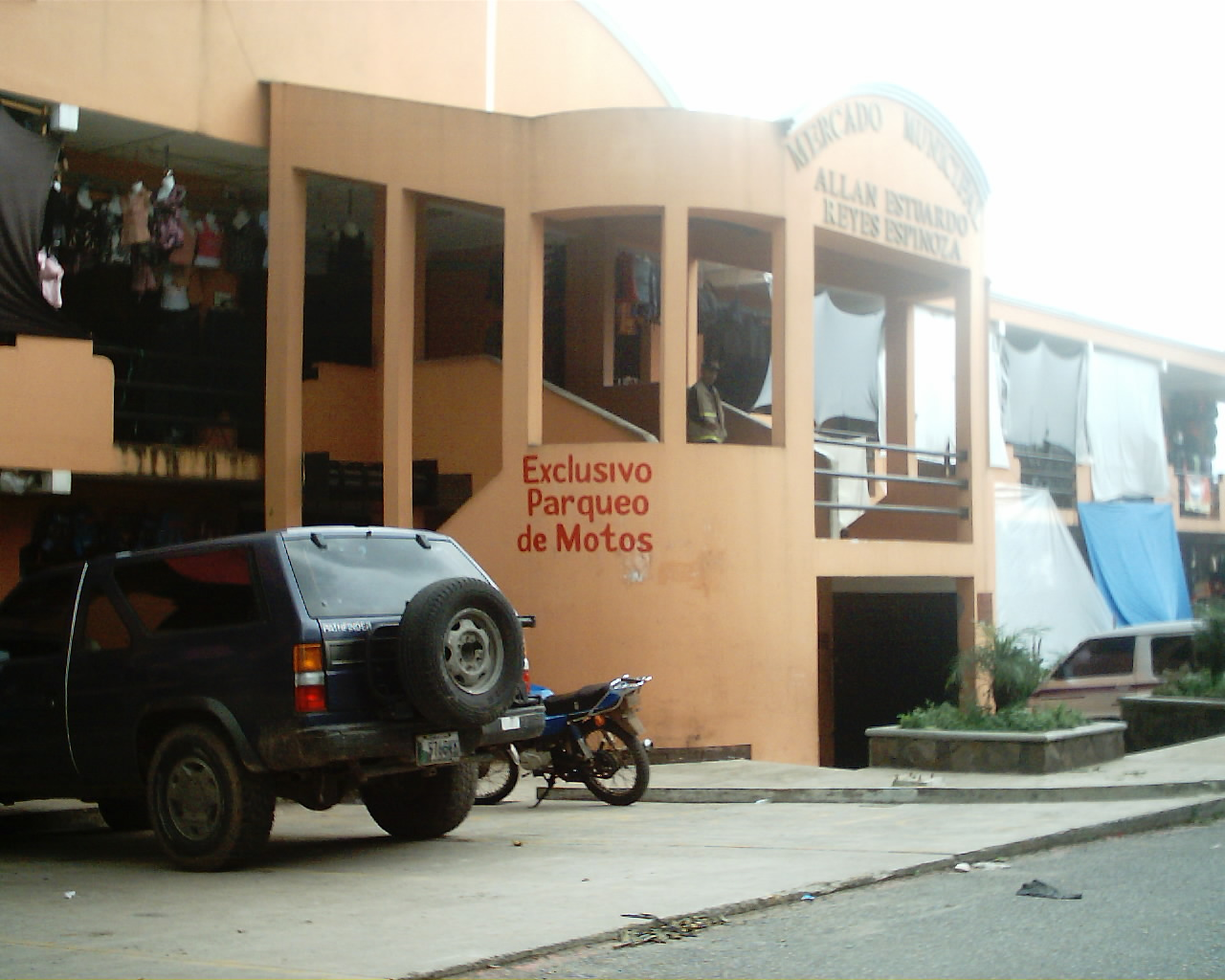
メルカド

サン・ホセ・ピヌーラ (San José Pinula) は、グアテマラ共和国グアテマラ県にある基礎自治体 (municipio) である。首都グアテマラシティの南東22キロメートルに位置する。自治体は1886年10月1日に設置され、その名は"Tierra del pinol"（トウモロコシ粉の地）を意味する。
周囲を山々に囲まれ、近年まで住人たちはトウモロコシやギスキル、チョヨーテウリ、パタステといった野菜の栽培で生計を立ててきた。首都に近い立地にもかかわらず、最近では農業をやめ、この地域に多く進出してきている韓国メーカーの工場に労働者として勤める者が増えている。
街には16世紀のイエズス会修道院の建物を改築したゴルフ場があり、そのコースは世界的に見ても高水準である。
選挙は4年に一度行われ、市長が自治体で最大の権力者である。
伝統的な食事はel arroz de pollo（チキンライス）とla carne guisada（ビーフシチュー）であるが、もっともグアテマラのほかの地域と同様、タマルやトウモロコシのチュチートも美味しい。
宗教はカトリック教会が主であり、プロテスタント（普通はエバンヘリカ、evangélicaと呼ばれる）の信者もいる。
街の守護聖人は聖ヨセフで、カトリック教会の聖人暦によって3月19日が祝祭日とされている。

## 日本の支援事業
- 1997年　サン・ホセ・ピヌーラ市下水処理場整備計画[2]
- 2002年　サン・ホセ・ピヌーラ市下水処理場整備計画（第2フェーズ）[3]